# Topaz
Topaz hay hoàng ngọc là một khoáng vật silicat của nhôm và flo có công thức hóa học là Al2[SiO4](F,OH)2. Lần đầu tiên topaz được sử dụng làm đá quý trong đồ trang sức năm 1737 do Henekel (khi ông mô tả mỏ Saxon) bởi lẽ topaz có độ cứng tương đối cao, ánh thủy tinh tương đối mạnh và đặc biệt là có màu sắc đa dạng. Tên gọi của Topaz bắt nguồn từ chữ Hy Lạp là topazos có nghĩa là tìm kiếm, theo ngôn ngữ Phạn cổ topaz có nghĩa là lửa. Trước đây, một số loại đá quý có màu vàng, thậm chí cả những loại màu lục cũng được gọi là topaz.

## Cấu trúc tinh thể
Các thành phần nguyên tố trong topaz gồm: Al2O3 chiếm 62-48%;  SiO2: 39,0 - 28,2%;  F: 13 - 20,4%;  H2O: 2,45%. F & OH có thể thay thế cho nhau vì vậy topaz không có OH sẽ có công thức là Al2F2SiO4 và không có F là topaz hydroxyl Al2(OH)2SiO4.
Đối với topaz không màu, màu lam, màu nâu loại giàu F thường có các bao thể hang hốc chứa 2 hoặc 3 pha. Các hang hốc thường có dạng giọt nước và dạng bóng, một trong chúng có thể là khí CO2.
Ngoài ra còn có các bao thể rắn như: anbit dạng tấm, apatit, brucit, muscovit, fluorit, gotit, granat, hematit...
Topaz kết tinh theo hệ trực thoi với các yếu tố đối xứng: 3L23PC. Các dạng tập hợp thường gặp là lăng trụ có các khía sâu chạy song song với chiều dài tinh thể. Dạng tinh thể hoàn chỉnh 2 tháp hiếm gặp mà thường có một tháp dạng vòm còn đầu kia là mặt cát khai cơ sở do nó bị vỡ tách ra từ đá gốc. Các tinh thể đẹp chỉ thấy trong các hốc, chúng có nhiều mặt hoàn hảo, kích thước lớn (có khi nặng tới 25 – 32 kg). Dạng phổ biến nhất là lăng trụ với các hình đơn [110]; [120]; [041] song diện [001], lưỡng tháp [111], [223]...
Do tính cát khai hoàn toàn theo mặt cơ sở nên topaz thường được mài cắt có chiều dài của hình oval hoặc hình giọt nước chạy theo chiều dài tinh thể sẽ có khuynh hướng nứt đôi viên đá thậm chí bị vỡ làm 2 phần. Những viên có màu đậm trung bình được mài cắt kiểu emơrôt (cắt bậc).
Độ cứng tuyệt đối:  1427 kg/mm².

## Các tính chất quang học
- Topaz thường không màu, màu lam, lam-lục giống màu aquamarin, màu vàng, còn hồng và đỏ thì hiếm.
- Lưỡng chiết: 0,008 - /gamemode creative
- Ánh: topaz có ánh thủy tinh và có đặc tính trơn, nhưng có một chút ánh lửa.
- Topaz luôn luôn trong suốt, trừ những trường hợp có nhiều bao thể tạo hiện tượng đám mây.
- Tính đa sắc: Rõ nhưng không mạnh, trừ trường hợp màu hồng có ánh lửa: màu hồng và không màu.

Những viên màu đỏ vàng (màu Sherry) cho 3 màu: vàng mật ong, vàng đỏ, vàng hồng nhạt.
Màu lam: màu lam, hồng nhạt, xanh lam.
- Dưới kính lọc Chelsea những viên màu lam cho màu lam phớt lục.
- Phổ hấp thụ: Phổ hấp thụ của topaz không thể quan sát để giám định trừ màu Sherry; màu này do nguyên tố Cr, nhưng nó không cho phổ hấp thụ. Tuy nhiên khi chúng được xử lý nhiệt sẽ có vạch kép tại 6828, và có thể nhìn thấy tốt hơn nếu ánh sáng đi vào viên đá được lọc bằng CuSO4.
- Tính phát quang: Thay đổi tuỳ theo hai loại giàu hydroxyl (OH) và loại giàu F: Topaz màu xanh lam và không màu phát quang màu vàng nhạt, lục nhạt yếu dưới sóng dài, còn dưới sóng ngắn thì cường độ yếu hơn nhiều.

## Các phương pháp xử lý và tổng hợp
Topaz thường bị nhạt màu đi khi nung ở nhiệt độ cao. Topaz màu đỏ nâu của Brasil chuyển sang không màu ở nhiệt độ 450 °C, nhưng khi nguội nó chuyển sang màu hồng cá hồi đến màu đỏ tím tuỳ theo màu sắc ban đầu và độ mạnh của nhiệt độ. Topaz không được tổng hợp cho mục đích công nghiệp.